# NHK ni Yōkoso!
NHK ni Yōkoso! (jap. N・H・Kにようこそ!, NHK ni Yōkoso!, engl. „Welcome to the N.H.K.“, dt. „Willkommen bei der NHK“) ist eine Light Novel des japanischen Autors Tatsuhiko Takimoto. Die Reihe wurde auch als Manga und Anime-Fernsehserie umgesetzt.
Die Handlung dreht sich um Tatsuhiro Satō, der ohne Arbeit und Ausbildung von der Gesellschaft abgeschottet lebt und dann wieder Kontakt zu anderen Menschen knüpft. Das Werk lässt sich den Genre Komödie, Drama und Romantik zuordnen.

## Handlung
Tatsuhiro Satō (佐藤 達広) ist vor vier Jahren von der Uni geflogen und seitdem ohne Beschäftigung. Er ist ein sogenannter Hikikomori, die den ganzen Tag nur zu Hause bleiben, keiner Arbeit nachgehen und den Kontakt zu anderen Menschen scheuen. Mit der Zeit entwickelt er auch eine Verschwörungstheorie, wie er in diese Situation kam. So soll dahinter eine Organisation stecken, die NHK, die die Menschen zu Hikikomori machen will. Die Opfer würden durch die Medien und Agenten in ihrem Umfeld beeinflusst.
Eines Tages aber trifft er an seiner Haustür auf das Mädchen Misaki Nakahara (中原 岬), das ihn von seinem Schicksal erlösen will. Sie bietet ihm einen Vertrag an, nach dem sie ihn wieder ins normale Leben zurückführt. Tatsuhiro aber möchte davon nichts wissen und erzählt, er würde Computerspiele entwickeln. Um sie davon zu überzeugen, will er ihr ein selbstentwickeltes Spiel zeigen. Als er dann herausfindet, dass sein Nachbar Kaoru Yamazaki (山崎 薫) ist, ein alter Schulfreund von ihm aus dem Literaturclub, der Computerspiele programmiert, will dieser gemeinsam mit Tatsuhiro ein Erotikspiel programmieren. Kaoru ist ein Otaku, ein leidenschaftlicher Anime-Fan, schon seit seiner Schulzeit. Währenddessen besucht Tatsuhiro dennoch die Lektüren von Misaki pünktlich um 9 Uhr im Park, damit er sich aus seiner Misere, dem Hikikomori-Zustand, befreien kann. Seine Aufgabe als Skriptschreiber, sowie seine Sitzungen mit Misaki, vernachlässigt er jedoch mehr und mehr mit der Zeit.
Später trifft Tatsuhiro auch auf Hitomi Kashiwa (柏 瞳), die er ebenfalls aus dem Literaturclub kennt. Sie ist Angestellte im öffentlichen Dienst und leidet oft unter Stress, weswegen sie Drogen nimmt. Sie ist von Verschwörungstheorien fasziniert, weswegen sie auch Tatsuhiro glaubt. Außerdem hat sie einen festen Freund, mit dem sie jedoch anfangs Probleme hat, da sie durch sein Verhalten das Gefühl bekommt, dass sie ihm nichts bedeutet. Das führt letztlich dazu, dass Kashiwa mit Satō in den Urlaub fährt. Sie treffen auf dem Weg die drei Freunde, die an dem Urlaub teilnehmen. Satō weiß jedoch noch nichts, von dem eigentlichen Grund des „Offline-Meetings“. Die Fünf reisen dann per Boot zu einer vereinzelten Insel.
Auf der Insel herrscht bei allen bis auf Satō eine gedrückte Stimmung. Satō versucht die Stimmung aufzuheitern, wird jedoch von allen abgewiesen. Als Resultat versucht er alleine ein Lagerfeuer aufzubauen, was er jedoch nicht alleine schafft, deswegen setzen sich alle ein, um ihm zu helfen. Erst am Abend, um das Lagerfeuer herum, wird der Grund des „Off-Meetings“ offenbart. Dieses letzte Treffen soll in einem Massensuizid enden. Satō, der sich allerdings anfangs nicht umbringen will, versucht wirkungslos den Suizidversuch zu verhindern. Erst als die Fünf sich auf die Klippen begeben, bricht einer von ihnen zusammen und kann es nicht über sich bringen. So folgt eine Kettenreaktion bis zu Kashiwa. Diese will sich nämlich trotzdem umbringen, denn für sie ist die Welt trotzdem voller Verschwörungen, die ihr Unglück bringen. Kurz vor ihrem Sprung wird sie von ihrem Freund, der kurzerhand von dem Treffen erfahren hat, gestoppt. Er ist sofort mit Misaki und Yamazaki auch per Boot zur Insel aufgebrochen. Vom Aufenthalt der beiden weiß jedoch noch keiner Bescheid, da es stockfinster ist. 
Überraschenderweise will sich nun Satō, welcher vorher als einziger dagegen war, umbringen, da dieser über sein eigenes Leben einsichtig geworden ist. Misaki, die ihn nun über ein Megafon bittet, schafft es Satō davon abzubringen, sich umzubringen. Als er jedoch der Klippe den Rücken kehrt, rutscht er ab und kann sich mit einer Hand festhalten. Er ringt um sein Leben, bis die anderen vier sich zusammentun und ihn wieder nach oben ziehen. Satō und Misaki, die kurz davor waren einander zu verlieren, jammern. Nun gilt es für die acht, den Weg zurück auf die Hauptinsel und den Weg zurück in das Leben zu bestreiten. Der Fokus rückt dabei von der Gruppe wieder zurück auf Satō.
Bei ihrer Rückkehr auf die Hauptinsel, wurde von Kashiwas Freund ein Hotelaufenthalt für die Fünf gebucht. Yamazaki und Misaki machen sich kurz nach Ankunft am Hotel ohne etwas zu sagen auf den Rückweg. Einen Tag später verabschieden sich alle voneinander und gehen mit dem Keim einer neuen Hoffnung heim. Zuvor hat einer der drei Freunde Kashiwas Satō von einem MMORPG erzählt, ihm einen Ein-Monats-Gutschein für das MMORPG geschenkt und auch Tatsuhiro einen Weg gezeigt, um Geld online zu verdienen. Er erzählte ihm vom „Real-Money-Trading“ (RMT), was so viel bedeutet wie, erhaltbare Items im Spiel für Echtgeld umzutauschen.
Daheim wird Satō, bevor er mit dem MMORPG anfängt, von einem Anruf seiner Mutter überrumpelt. Diese erklärt ihrem Sohn, dass sie seine finanzielle Unterstützung kappen muss, da sein Vater seinen Beruf verloren hat. Tatsuhiro sieht nur noch eine Möglichkeit: Intensives Spielen, um seine Miete per RMT zu finanzieren. Auf dem Weg das RMT zu erreichen, lernt er schnell die Grundlage eines MMORPGs, wie zum Beispiel, in einer Gruppe zu spielen. Diese Vorstellung ist für ihn, als Hikikomori, unmöglich, weswegen er anfangs versucht sich alleine durchzuschlagen, ohne Erfolg. Einige Zeit später trifft er auf einen weiblichen Avatar namens „Mia“, die wie eine Nekomimi aussieht, deren echte Identität eigentlich Yamazaki ist, welcher Satō eine Lektion über MMORPGs und sein mangelndes Arbeitsverhalten erteilen will. Als Yamazaki ihn mit der Realität konfrontiert, ist Satō vollkommen geschockt, da er Liebesgefühle für Mia entwickelt hatte. Außerdem überzeugt ihn Yamazaki, dass im Internet jeder sein kann, wer er sein will, und dass nur die Glücklichsten der Glücklichen die Chance haben vom RMT zu profitieren. Kaoru bezweckt damit Satō für das Eroge zurückzugewinnen. Vollkommen in Rage versucht Satō Yamazaki mit einem Stuhl zu erschlagen, welcher jedoch rechtzeitig aus dem Zimmer flüchtet. Satō, der nun keine Möglichkeit mehr sieht Geld zu verdienen, ist hoffnungslos am Boden zerstört, bis ihn ein Anruf einer ehemaligen Klassenkameradin erreicht.

## Hintergründe und Themen
Das Werk thematisiert verschiedene Probleme der modernen japanischen Gesellschaft, wie die Hikikomori oder auch die gestressten Angestellten. Es wird ein Einblick in mehrere Schicksale gewährt, die oft von Einsamkeit geprägt sind.
Die Organisation NHK bezieht sich auf den realen Fernsehsender Nippon Hōso Kyōkai, das staatliche japanische Fernsehen. Im Roman wie im Manga wird der Sender als Teil der Verschwörung dargestellt, während er in der Fernsehserie nicht als solcher existiert. Das Nippon Hōso Kyōkai betreibt auch selbst eine Seite, um Hikikomori zu helfen.

## Light Novel
Der Light Novel von Tatsuhiko Takimoto wurde ab Januar 2002 bei Kadokawa Shoten veröffentlicht. 2005 erschien er als Bunkobon. Die Illustrationen stammen von Yoshitoshi ABe.
Der Roman wurde auch auf Englisch übersetzt und erschien in Südkorea sowie Taiwan.

## Manga
Der Manga NHK ni Yōkoso!, gezeichnet von Kendi Oiwa, erschien ab Juni 2004 im Manga-Magazin Monthly Shonen Ace des Verlags Kadokawa Shoten. Die Veröffentlichung lief bis Juni 2007. Die 40 Kapitel wurden später in acht Tankōbon (Sammelbänden) zusammengefasst. Die Buchveröffentlichungen haben sich in Japan über zwei Millionen Mal verkauft.
Der Manga wurde auch auf Koreanisch übersetzt und erschien auf Englisch beim Verlag Tokyopop, auf Spanisch bei Ivrea. Von Januar 2009 bis März 2010 erschienen alle acht Bände des Mangas als Welcome to the N.H.K. bei Carlsen Comics in Deutschland.

## Anime
Im Jahr 2006 produzierte das Studio Gonzo eine 24-teilige Anime-Fernsehserie unter der Regie von Yusuke Yamamoto. Dabei stammt das Charakter-Design von Masashi Ishihama und Takahiko Yoshida, während Hiroshi Igaki die künstlerische Leitung übernahm. Die Serie wurde vom 10. Juli 2006 bis zum 18. Dezember 2006 auf dem Sender Chiba TV sowie mit einigen Stunden bis eine Woche versetzt auch auf Gifu Broadcasting, Hiroshima Home TV, KBS Kyōto, Mie TV, TV Kanagawa, TV Saitama, TV Wakayama, TVN Nara TV ausgestrahlt.
Eine Englische Übersetzung des Animes wird von ADV Films in den USA und Großbritannien vertrieben. Im August 2021 begann AniMoon Publishing mit einer deutschen Veröffentlichung.

### Synchronisation
| Rolle           | japanischer Sprecher (Seiyū) | deutscher Sprecher |
| --------------- | ---------------------------- | ------------------ |
| Tatsuhiro Satō  | Yutaka Koizumi               | Markus J. Bachmann |
| Misaki Nakahara | Yui Makino                   | Josephine Martz    |
| Kaoru Yamazaki  | Daisuke Sakaguchi            | Patrick Kropp      |
| Hitomi Kashiwa  | Sanae Kobayashi              |                    |

### Musik
Der erste Vorspann, Puzzle (パズル), mit Text von Rieko Ito und Melodie von Kitagawa Katsutoshi wurde gesungen von ROUND TABLE feat. Nino. Für den zweiten Vorspann wurde eine andere Version, Puzzle -extra hot mix- (パズル-extra hot mix-) verwendet.
Der erste Abspann-Titel Odoru Akachan Ningen (踊る赤ちゃん人間?) wurde getextet von Kenji Otsuki, komponiert von Fumihiko Kitsutaka und von beiden gesungen. Das zweite Abspannlied ist Modokashii Sekai no Ue de (もどかしい世界の上で) mit dem Text und der Musik und gesungen von Yui Makino.